# Хаві Варас
Хав'єр «Хаві» Варас Еррера (ісп. Javier "Javi" Varas Herrera; 10 вересня 1982, Севілья) — колишній іспанський футболіст, воротар.
Загалом за вісім сезонів у Ла-Лізі він зіграв 151 матч у футболці Севільї, Сельти і Лас-Пальмаса. Крім того, за 12 років у Сегунді він виходив на поле 117 разів.

## Кар'єра

### Севілья
Цей футболіст родом з севільського району Сан-Хосе. Його першою командою стала школа Піно-Монтано. Потім він виступав за аматорські молодіжні футбольні клуби «Нервіон» і «Пабло-Бланко». Коли Хаві було 23 роки, його прийняли в академію «Севільї», де він мав виступати за резервну команду «Севілья Атлетіко». Хаві провів 13 ігор у сезоні 2006/07 в Сегунді Б, допомігши команді вперше у своїй історії вийти до Сегунди. Після цього Варас почав тренуватися в команді основного складу.
Після того, як команду залишив Давід Кобеньйо, Хаві став другим після Андреса Палопа воротарем. Дебютувавши в січні 2009 року, Хаві з командою переміг «Нумансію» з рахунком 1:0. Під час його тимчасового перебування на місці першого воротаря (Палоп мав численні травми), команда непогано відіграла всі 4 матчі, один з яких був переможним (3–1 проти Штутгарта в Лізі чемпіонів), а сам Варас пропустив тільки один м'яч.
У середині сезону 2010–11 Варас став воротарем № 1 в команді, відіграв 21 матч і допоміг клубові вийти до Ліги Європи.
За нового головного тренера Марселіно Гарсії Варас зберіг постійне місце в стартовому складі. 22 жовтня 2011 року, у восьмому турі Ла-Ліги, він став гравцем матчу в поєдинку проти «Барселони» на стадіоні «Камп Ноу», коли завдяки Хаві команда сенсаційно зіграла внічию. У доданий час він зумів відбити пенальті, який виконував Ліонель Мессі, а потім відбив його удар зі штрафного.
Варас відійшов на другі ролі в команді, коли в січні 2013 року з Португалії прибув Бето. Варас дев'ять разів виходив на поле, коли Севілья виграла Лігу Європи 2013—2014, але в самому фінальному матчі просидів на лаві запасних.

### Вальядолід
25 серпня 2014 року Варас покинув «Севілью» і підписав контракт на один рік з клубом «Реал Вальядолід». У сезоні Сегунди 2014—2015 він пропустив тільки чотири гри, а його команді не вистачило зовсім трохи під час плей-оф за вихід до Прімери.

### Останні роки
12 липня 2015 року Варас підписав контракт на два роки з «Лас-Пальмасом», який щойно вийшов до найвищого дивізіону. Провівши в Ла-Лізі два роки, 13 червня 2017 року як вільний агент погодився на дворічний контракт з клубом Дивізіону Сегунда «Гранадою» зі свого рідного регіону.
19 лютого 2019 року Варас став футболістом «Уески», щоб провести в ній залишок сезону в Ла-Лізі. У жовтні 37-річний футболіст оголосив про завершення кар'єри.

## Досягнення
Севілья Б
- Сегунда Дивізіон Б: 2006–07

Севілья
- Кубок Іспанії з футболу: 2009–10
- Ліга Європи УЄФА: 2013–14